# Guerra de Titanes (2009)
Guerra de Titanes 2009 fue la decimotercera edición de Guerra de Titanes, un evento pago por visión de lucha libre profesional producido por Asistencia Asesoría y Administración. Tuvo lugar el 11 de diciembre de 2009 desde el Centro de Convenciones en Ciudad Madero, Tamaulipas.

## Resultados
- Dark match: Impulso & Lúmino derrotaron a Black Master & Disturbio Ledesma (6:12)[2]
  - Lúmino cubrió a Master después de un "360° splash".
- Mini Abísmo Negro ganó una Elimination Match ganando el Campeonato Mundial Mini de la AAA (17:19)[2][1]

| N.º de eliminación: | Luchador:              | Eliminado por:     | Técnica de eliminación:                | Tiempo:           |                   |
| ------------------- | ---------------------- | ------------------ | -------------------------------------- | ----------------- | ----------------- |
| 1                   | Mascarita Divina[3][4] | Mini Abísmo Negro  | Ninguno (Se lesionó debido a un lance) | 3:04              |                   |
| 2                   | Mini Chessman          | Mini Charly Manson | "Falcon Arrow"                         | 4:35              |                   |
| 3                   | Mascarita Sagrada      | Mini Abísmo Negro  | "Superplex"                            | 5:20              |                   |
| 4                   | La Parkita             | Mini Abísmo Negro  | "Frog Splash"                          | 6:02              |                   |
| 5                   | Mini Charly Manson     | Mini Abísmo Negro  | "Cruceta Invertida"                    | 7:45              |                   |
| 6                   | Mini Psicosis          | Octagoncito        | "La Rana"                              | 10:49             |                   |
| 7                   | Mini Histeria          | Octagoncito        | "Rodada"                               | 12:12             |                   |
| 8                   | Octagoncito            | Mini Abísmo Negro  | "Powerbomb"                            | 17:19             |                   |
| Ganador:            | Mini Abísmo Negro      | Mini Abísmo Negro  | Mini Abísmo Negro                      | Mini Abísmo Negro | Mini Abísmo Negro |
- Joe Líder & Nicho El Millonario derrotaron a Jack Evans & Marco Corleone[5]
  - Líder & Nicho cubrierón a Evans después de un "Samoan Drop" sobre dos sillas (11:07)
- El Elegido, Extreme Tiger & Pimpinela Escarlata derrotaron a La Wagnermanía (Electroshock, Silver King & Último Gladiador) (14:56)[5]
  - Pimpinela cubrió a Silver King después de una "Rodada"
- Raven  ganó una Elimination Match convirtiéndose en el retador oficial al Megacampeonato Unificado de Peso Completo de la AAA (18:08)[2]

| N.º de eliminación: | Luchador:    | Eliminado por: | Técnica de eliminación: | Tiempo: |       |
| ------------------- | ------------ | -------------- | ----------------------- | ------- | ----- |
| 1                   | Rocky Romero | El Zorro       | "Cruceta"               | 9:59    |       |
| 2                   | Alex Koslov  | Raven          | "Low Blow"              | 10:43   |       |
| 3                   | Octagón      | Teddy Hart     | "Lariat"                | 11:42   |       |
| 4                   | Teddy Hart   | La Parka       | "Palanca"               | 12:56   |       |
| 5                   | Chessman     | La Parka       | "La Rana"               | 14:16   |       |
| 6                   | La Parka     | El Zorro       | shinai                  | 16:30   |       |
| 7                   | El Zorro     | Latin Lover    | "Code Red"              | 18:08   |       |
| Ganador:            | Raven        | Raven          | Raven                   | Raven   | Raven |
- Sexy Star derrotó a Fabi Apache en una Lucha de Máscara vs. Cabellera (15:39)[5]
  - Star cubrió a Apache después de la intervención de Jennifer Blake y Rain.
- Konnan derrotó a Cibernético en un Hardcore Match (23:12)[6]
  - Konnan cubrió a Cibernético después de que este terminara bañado en sangre.
  - Durante el combate, Alex Koslov, Chessman, El Zorro, Joe Líder, Nicho El Millonario y Teddy Hart interfirieron atacando a Cibernético.[2]
- El Mesías derrotó a Dr. Wagner, Jr. ganando el Megacampeonato Unificado de Peso Completo de la AAA en un Domo de la Muerte (48:34)[5]
  - Mesías cubrió a Wagner después de un "Martinete"

## Después del Evento
Mascarita Divina fue diagnosticado con una fractura en la tibia y peroné después de ejecutar un lance hacia fuera del ring sobre Mini Abismo Negro. Mascarita Divina fue intervenido quirúrgicamente inmediatamente después de su lucha por el Dr. Rafael Olivera en Ciudad Madero, Tamaulipas. Días más tarde, el 15 de diciembre, Mascarita Divina se comunicó al programa radio "Te Das o Te Rindes", confirmando la lesión sufrida en la tibia y peroné y que se mantendría fuera de los cuadrilateros por varios meses.